# Розовый солнечный луч
Розовый солнечный луч (лат. Aglaeactis cupripennis) — вид птиц из семейства колибри (Trochilidae).

## Описание

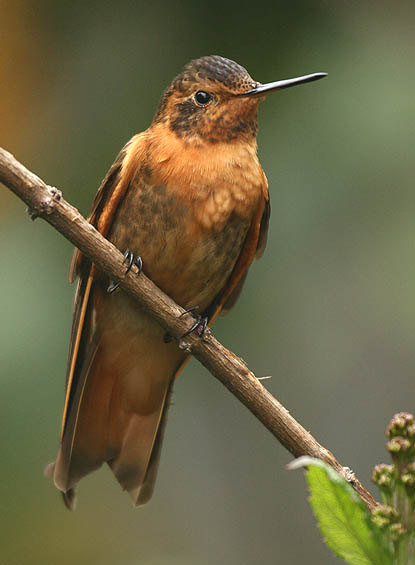

Имеют короткий прямой клюв. Хвост птицы бронзово-оливковый. Самка подобна самцу, за исключением того, что на спине и пояснице у неё отсутствует большая часть блеска на перьях.

## Распространение
Обитают в Колумбии, Эквадоре и Перу. Естественная среда обитания этих птиц — субтропические и тропические горные леса, а также высокогорные кустарниковые степи.
МСОП присвоил виду охранный статус «Вызывающие наименьшие опасения» (LC), так как их ареал весьма велик, и, хотя размер популяции неизвестен, нет данных о его уменьшении.